# Suharău - Darabani
Suharău - Darabani este o arie protejată (sit de importanță comunitară — SCI) din România, desemnată în scopul protejării biodiversității și menținerii într-o stare de conservare favorabilă a florei spontane și faunei sălbatice, precum și a habitatelor naturale de interes comunitar aflate în arealul zonei de protecție. Aceasta este întinsă pe o suprafață de 1.969,8 ha, integral pe uscat.

## Localizare
Centrul sitului Suharău - Darabani este situat la coordonatele 48°09′02″N 26°22′22″E / 48.150667°N 26.372753°E. Situl se întinde pe teritoriul administrativ al orașului Darabani și pe cele ale comunelor Concești, Hudești și Suharău din județul Botoșani.

## Înființare
Situl Suharău - Darabani a fost declarat sit de importanță comunitară (ROSCI0399) în septembrie 2011 pentru a proteja 3 specii de plante și 3 specii de animale.

## Biodiversitate
Situată în ecoregiunea continentală, aria protejată conține 4 habitate naturale: Păduri de fag Asperulo-Fagetum, Păduri de stejar și de carpen dacice, Tufișuri caducifoliate ponto-sarmatice, Stepe ponto-sarmatice.
La baza desemnării sitului se află mai multe specii protejate:
- plante (3): târtan (Crambe tataria), rățișoare (Iris aphylla subsp. hungarica), Pontechium maculatum subsp. maculatum
- amfibieni (2): buhai de baltă cu burtă roșie (Bombina bombina), triton cu creastă (Triturus cristatus)
- reptile (1): țestoasa de baltă (Emys orbicularis)